# Музеи России

## Исторические сведения
В 1913 году в Российской империи было 213 музеев (около половины местные), в РСФСР в 1918 году был 151 музей, в 1919 году 87 музеев, в 1921 году 320 музеев. В дальнейшем число музеев стало сокращаться: на 1 января 1922 года в провинции было 155 музеев (899 сотрудников), а на 1 ноября 1922 года только 129 музеев (520 сотрудников). В 1920-е годы их число резко возросло, но потом вновь стабилизировалось. В 1928 году в РСФСР было 628 музеев, а в 1939 году 555 музеев.

## Списки по регионамРоссии
- Музеи Архангельской области
- Музеи Башкортостана
- Музеи Белгородской области
- Музеи Брянской области
- Музеи Владимирской области
- Музеи Волгоградской области
- Музеи Вологодской области
- Музеи Горного Алтая
- Музеи Иркутской области
- Музеи Калужской области
- Музеи Кемеровской области
- Музеи Кировской области
- Музеи Красноярского края
- Музеи Ленинградской области
- Музеи Липецкой области
- Музеи Московской области
- Музеи Мурманской области
- Музеи Нижегородской области
- Музеи Новгородской области
- Музеи Орловской области
- Музеи Пермского края
- Музеи Псковской области
- Музеи Рязанской области
- Музеи Смоленской области
- Музеи Тамбовской области
- Музеи Тверской области
- Музеи Тульской области
- Музеи Чувашии
- Музеи Ярославской области

## Списки по городамРоссии
- Музеи Вологды
- Музеи Екатеринбурга
- Музеи Казани
- Музеи Иванова
- Музеи Москвы
- Музеи Подмосковья
- Музеи Санкт-Петербурга
- Музеи Самары
- Музеи Севастополя
- Музеи Томска
- Музеи Тулы

## Списки по персонам

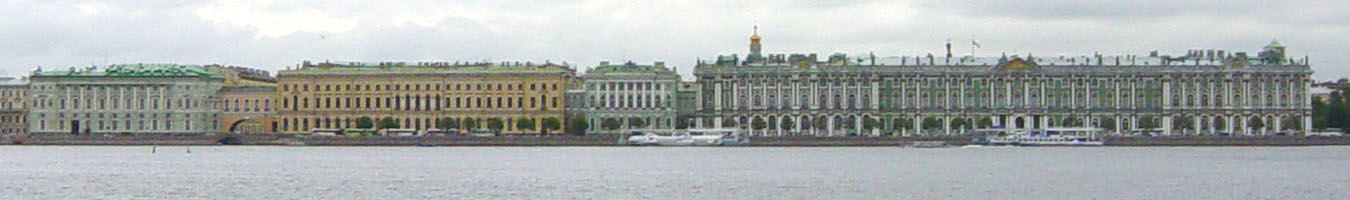
Санкт-Петербург Комплекс Эрмитаж. Слева на право: Театр — Старый Эрмитаж — Малый Эрмитаж — Зимний дворец (Новый Эрмитаж расположен за Старым) (2003)

- Музеи Ф. М. Достоевского
- Музей Михаила Булгакова
- Музеи Некрасова
- Музеи А. С. Пушкина
- Музей Толстого

## Музеи России по тематикам
- Минералогические музеи России

## Музеи-заповедники
- Список музеев-заповедников России